# Holly Happy Days
Holly Happy Days è il dodicesimo album in studio (il primo natalizio) del duo musicale statunitense Indigo Girls, pubblicato nel 2010.

## Tracce
1. I Feel the Christmas Spirit (Joe Isaacs)
2. It Really Is (A Wonderful Life) (Chely Wright)
3. O Holy Night (John S. Dwight)
4. Your Holiday Song (Emily Saliers)
5. I'll Be Home for Christmas (Buck Ram, Kim Gannon, Walter Kent)
6. Mistletoe (Amy Ray)
7. Peace Child (Shirley Murray/Bernadette Farrell)
8. The Wonder Song (Amy Ray)
9. In the Bleak Midwinter
10. Happy Joyous Hanukkah (Woody Guthrie)
11. Angels We Have Heard on High
12. There's Still My Joy (Beth Nielsen Chapman, Melissa Manchester, Matt Rollings)